# Kadić Ottokár-érem
A Kadić Ottokár-érem olyan díj, mellyel kimagasló értékű karszt- és barlangtani egyéni tudományos kutatómunka jutalmazható. A 95 mm átmérőjű bronzplakettet minden évben a Magyar Karszt- és Barlangkutató Társulat érembizottságának javaslata alapján a közgyűlés adományozza. Az érmet nem osztották ki minden évben, viszont volt olyan év (1977) amikor két személy is kiérdemelte.

## Története
1962. január 21-én a Magyar Karszt- és Barlangkutató Társulat közgyűlése a vezetőség és a választmány előterjesztésére határozatot hozott kitüntető emlékérmek és emléklapok alapításáról. A Herman Ottó-érem, a Kadić Ottokár-érem és a Vass Imre-érem tervezője és a gipszminták készítője Kesslerné Szekula Mária volt.

## Kadić Ottokár-éremmel kitüntetettek
- 1962. Dudich Endre
- 1964. Szabó Pál Zoltán
- 1966. Jánossy Dénes
- 1967. Vértes László
- 1969. Kretzoi Miklós
- 1971. Láng Sándor
- 1972. Boros Ádám
- 1974. Jakucs László
- 1977. Gábori Miklós és Gáboriné Csánk Vera
- 1978. Böcker Tivadar
- 1980. Fodor István
- 1981. Kordos László
- 1984. Gádoros Miklós
- 1985. Balázs Dénes
- 1986. Leél-Őssy Sándor
- 1987. Cser Ferenc
- 1988. Zámbó László
- 1989. Hevesi Attila
- 1990. Topál György
- 1991. Lénárt László
- 1992. Hír János
- 1994. Maucha László
- 1995. Dénes György
- 1996. Ringer Árpád
- 1997. Szunyogh Gábor
- 1998. Veress Márton
- 1999. Móga János
- 2000. Kubassek János
- 2001. Ernst Lajos
- 2002. Müller Pál
- 2005. Kevei Ferencné, Bárány Ilona
- 2010. Eszterhás István
- 2012. Takácsné Bolner Katalin
- 2014. Stieber József
- 2015. Patay Pál
- 2016. Surányi Gergely
- 2017. Kraus Sándor
- 2018. Székely Kinga
- 2020. Virág Magdolna